# Bodenbach
Bodenbach település Németországban, Rajna-vidék-Pfalz tartományban. Lakosainak száma 210 fő (2023. december 31.).

## Népesség
A település népességének változása:
| Lakosok száma | 236  | 211  | 204  | 205  | 207  | 210  |
|               | 1975 | 2017 | 2019 | 2021 | 2022 | 2023 |